# 迪亚多纳

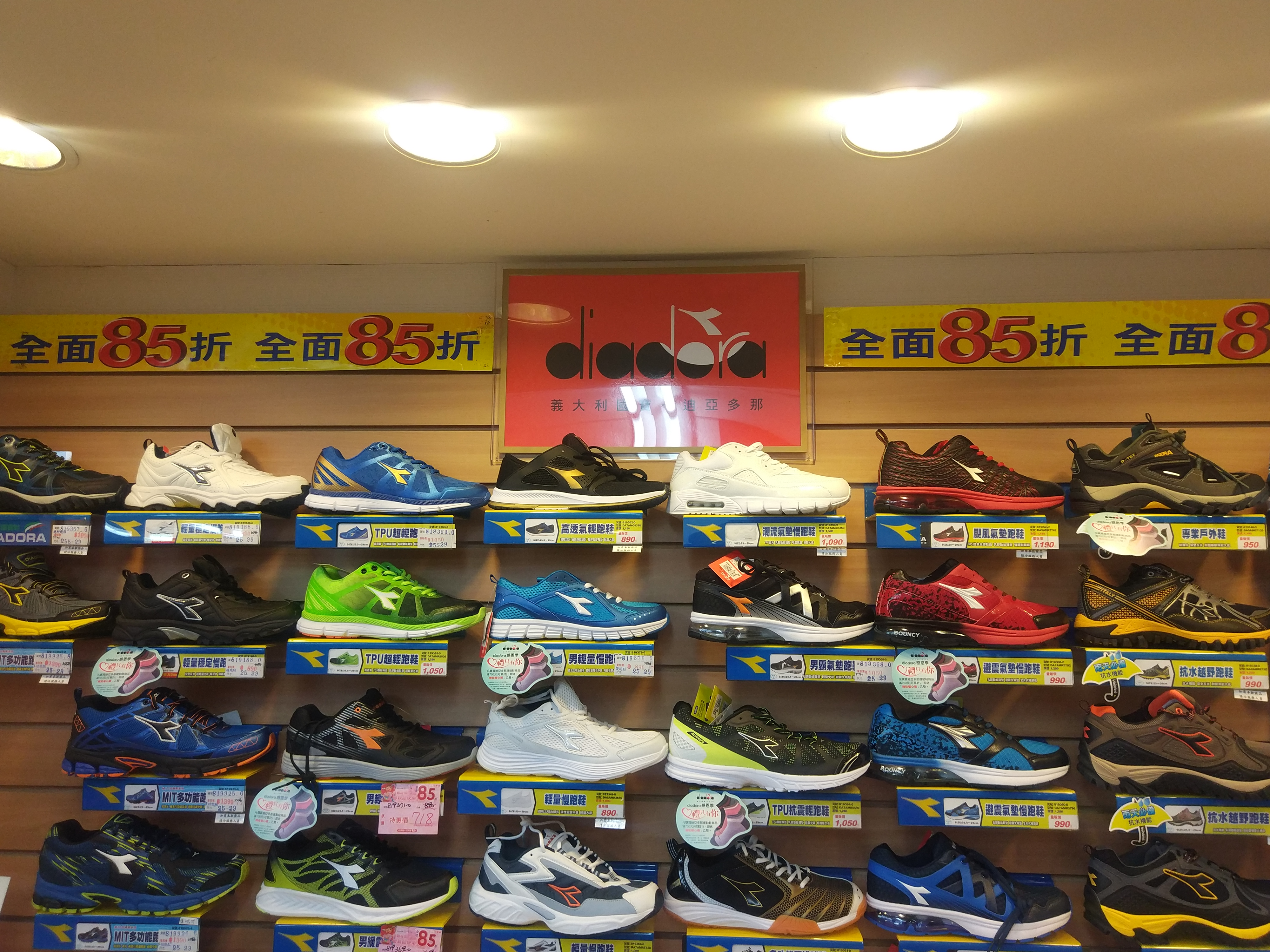
鞋全家福門市所拍攝的diadora

迪亚多纳（DIADORA），是创立于意大利的运动时尚品牌，主要生产运动及时尚休闲服饰装备，涉及足球、网球、跑步、自行车等多种项目。DIADORA一词源自希腊语 διὰ δωρέα （dia-dorea），意思是“分享天赋与荣耀”（to share gifts and honours）。

## 历史
1948年DIADORA由马克西罗·丹尼尔（MARCELLO DANEL）创立于意大利的卡埃拉诺圣马尔科。

## 贊助球隊
DIADORA贊助的足球聯賽隊伍有：

- 以色列超級足球聯賽：海法夏普爾